# Sommer-Paralympics 2024/Teilnehmer (Armenien)
| stlisierte Goldmedaille | stlisierte Silbermedaille | stlisierte Bronzemedaille |
| ----------------------- | ------------------------- | ------------------------- |
| —                       | —                         | —                         |

Armenien entsandte eine Athletin und zwei Athleten zu den Paralympischen Sommerspielen 2024 in Paris. Als Fahnenträger bei der Eröffnungsfeier wurden Smbat Karapetyan und Greta Vardanyan ausgewählt.

## Teilnehmer nach Sportart

### Leichtathletik
| Athleten         | Klassifizierung | Wettbewerb(e) | Zeit/Weite | Rang |
| ---------------- | --------------- | ------------- | ---------- | ---- |
| Männer           |                 |               |            |      |
| Smbat Karapetyan | T54             | 100 m         | 16,98 m    | 12   |
| Sargis Stepanyan | F55             | Kugelstoßen   | 10,41 m    | 8    |

### Powerlifting
| Frauen          |       |        |        |        |               |   |
| Greta Vardanyan | 61 kg | 104 kg | 108 kg | 114 kg | ausgeschieden | 6 |

fett: Gewerteter Versuch